# 紫外破綻

紫外破綻は理想的な黒体により放出されるエネルギーに対する、レイリー・ジーンズの法則（グラフでは"classical theory"として描かれている）の短波長における誤差である。短波長でははるかに顕著になるこの誤差は黒の曲線（レイリー・ジーンズの法則により古典力学的に予測されたもの）と青の曲線（プランクの法則で予測された測定曲線）の差である。

紫外破綻（英語: ultraviolet catastrophe）もしくはレイリー・ジーンズの破綻（英語: Rayleigh–Jeans catastrophe）は、熱平衡状態にある理想的な黒体は全ての周波数範囲で放射し、周波数が高くなるにつれてより多くのエネルギーを放出するという19世紀後半から20世紀初頭における古典物理学の予測。放射されたエネルギーの総量（すなわち、全ての周波数範囲における放射の合計）を計算することにより、黒体が任意に大量のエネルギーを放出する可能性が高いことを示すことができる。これは全ての物質が絶対零度に近づくまでそのエネルギーの全てを瞬時に放射することになり、黒体の振る舞いに関して新たなモデルが必要であることを示している。
紫外破綻という言葉は1911年にポール・エーレンフェストにより最初に使われたが、この概念は1900年のレイリー・ジーンズの法則の統計的導出より生じた。これはレイリー・ジーンズの法則が105 GHz未満の放射周波数の実験結果を正確に予測するが、これらの周波数が電磁スペクトルの紫外線領域に到達するころに経験的観察とは食い違いはじめるという事実を指す。この言葉が登場して以来、量子電磁力学や紫外発散などの場合と同じように同様の現象の予測に使われてきた。

## 問題
紫外破綻は平衡状態にある系の全ての調和振動子モード（自由度）は{\displaystyle kT}の平均エネルギーを持つという古典統計力学の等分配原理から生じる。
MasonのA History of the Sciencesにおける一例は、弦を用いたマルチモード振動を示している。固有振動子として、弦は弦の長さにより特定モード（調和共鳴における弦の定常波）で振動する。古典物理学ではエネルギーのラジエーターは固有振動子として機能する。さらに各モードは同じエネルギーを持つため、固有振動子のエネルギーの大部分はほとんどのモードがあるより短い波長とより高い周波数にある。
古典電磁気学によると、単位周波数当たりの3次元空洞内の電磁モードの数は周波数の2乗に比例する。したがって、これは単位周波数当たりの放射電力はレイリー・ジーンズの法則に従い、周波数の2乗に比例する。よって所与の周波数における電力とと全放射電力はより高い周波数が考慮されるため無制限となる。このことは空洞の全放射電力は無限とは観測されず、非物理学的である。この点は1905年にアインシュタインとレイリー卿とジーンズにより独立に指摘された。

## 解決法
マックス・プランクは、いくつかの当時としては奇妙な仮定を敷くことにより、より正確な強度スペクトル分布関数を導出した。 具体的には、離散的なエネルギー値をもってのみ電磁放射は起きると仮定し、その単位となる量子 Equanta を導いた。
{\displaystyle E_{\text{quanta}}=h\nu =h{\frac {c}{\lambda }}}　　ここで h はプランク定数
このプランクの仮定により次の電磁分布関数が導かれた。
{\displaystyle B_{\lambda }(\lambda ,T)={\frac {2hc^{2}}{\lambda ^{5}}}{\frac {1}{e^{hc/(\lambda k_{\mathrm {B} }T)}-1}}}
アインシュタインとサティエンドラ・ボースはプランクの量子を数学的な空想ではなく現実の物理的粒子（現在光子と呼ばれているもの）と仮定することにより問題を解決した。彼らはボルツマンのスタイルの統計力学を光子のアンサンブルに修正した。アインシュタインの光子はその周波数に比例するエネルギーをともない、その後に発表されるストークス則と光電効果を導いた。この仮説は、アインシュタインの1921年のノーベル物理学賞受賞の理由のひとつとなった。

## 関連文献
- Kroemer, Herbert; Kittel, Charles (1980). “Chapter 4”. Thermal Physics (2 ed.). W. H. Freeman Company. ISBN 0-7167-1088-9
- Cohen-Tannoudji, Claude; Diu, Bernard; Laloë; Franck (1977). Quantum Mechanics: Volume One. Hermann, Paris. pp. 624–626. ISBN 0-471-16433-X